# Kindersegnung Jesu

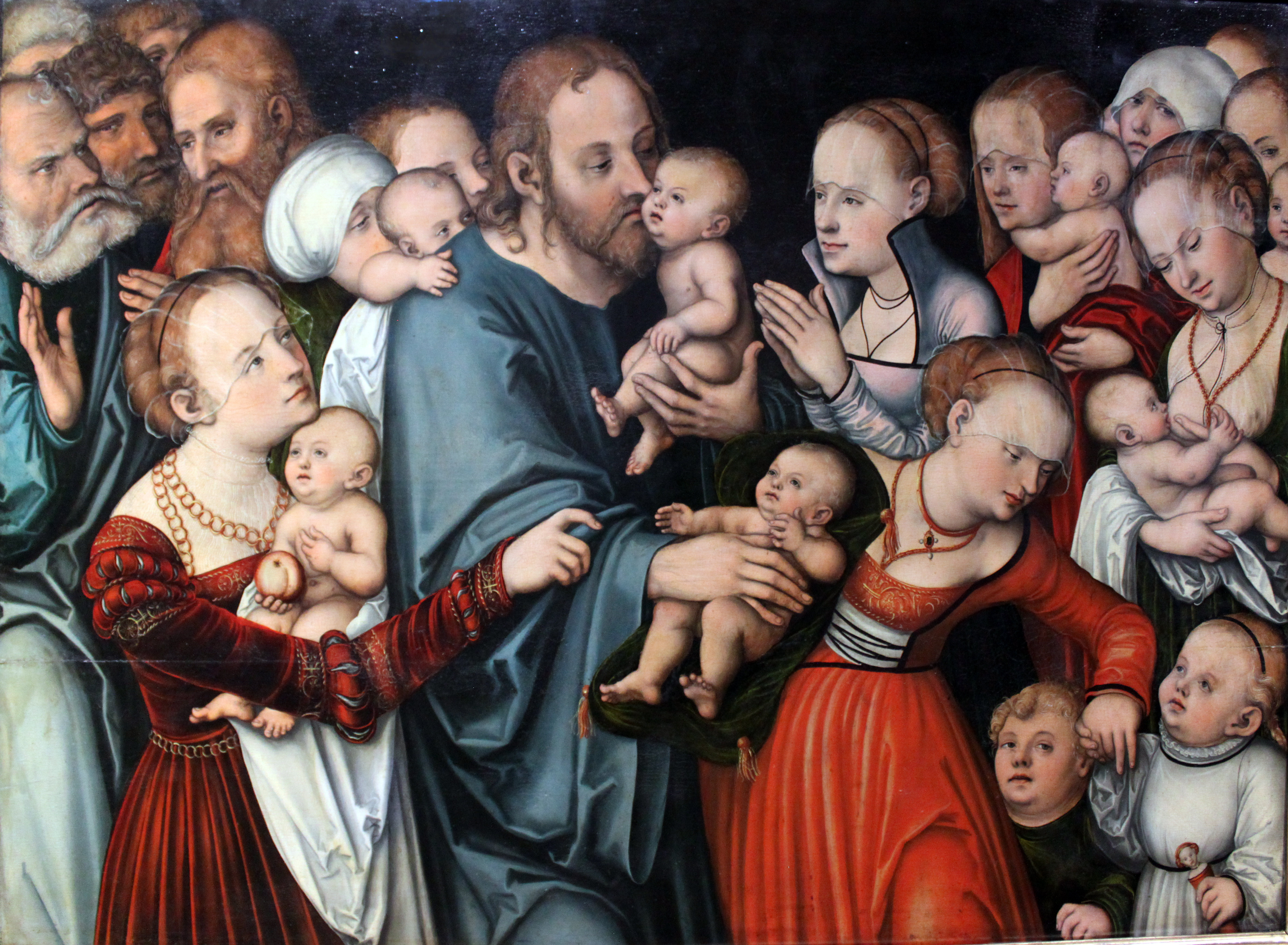
Lucas Cranach d.Ä., Christus segnet die Kinder, 1538, Städel

Die Kindersegnung ist eine biblische Erzählung: Die Synoptiker berichten übereinstimmend, dass Kinder zu Jesus gebracht wurden. Die Jünger Jesu stellen sich diesem Begehren in den Weg, was jedoch von Jesus massiv getadelt wird. In diesem Zusammenhang fällt das bekannte Jesus-Wort: „Lasset die Kinder zu mir kommen und wehret ihnen nicht, denn solchen gehört das Reich Gottes. Wahrlich, ich sage euch: Wer das Reich Gottes nicht empfängt wie ein Kind, der wird nicht hineinkommen“. Die Jünger geben daraufhin ihren Widerstand auf. Jesus umarmt die Kinder, legt ihnen die Hände auf und segnet sie (Mt 19,13–15 ; Mk 10,13–16 ; Lk 18,15–17 ).

## Theologische Deutung
Jesus offenbart sich gegen den Widerstand seiner Jünger als Freund der Kinder und spricht ihnen das Reich Gottes als Eigentum zu. Daher ist diese Geschichte zunächst die Grundlage für die Wertschätzung von Kindern im Christentum. Weil der Text eine der wenigen Stellen des Neuen Testaments zur Stellung von Kindern in der Gemeinde ist, spielte er wirkungsgeschichtlich eine gewisse Rolle in der Diskussion um die Kindertaufe. Grundsätzlich gibt es zwei Positionen:
1. Kirchen, die die Kindertaufe ablehnen, betonen, dass der Satz „...denn solchen gehört das Reich Gottes“ über ungetauften Kindern ausgesprochen wird. Für manche Kritiker der Kindertaufe bedeutsam ist auch, dass Jesus die Kinder nicht tauft beziehungsweise ihre Taufe nicht veranlasst, sondern den Kindern „nur“ die Hände auflegt und sie segnet.
2. Für Kirchen, welche die Kindertaufe üben, ist die Kindersegnung Beleg dafür, dass bereits Kinder alle Eigenschaften haben, um zu Jesus kommen zu dürfen. Deshalb können sie auch getauft werden, zumal die Zuwendung und der Segen des Messias andere Qualität habe als der Segen der Kirche. Die Taufe der Kinder liegt für sie im Auftrag des auferstandenen Christus begründet, wogegen weder bei der Kindersegnung Jesu noch anderswo ein Auftrag zur speziellen Kindersegnung erfolgt.
Weil der Kirche das Segnen von Menschen im Allgemeinen geboten ist, wird eine Kindersegnung von nahezu allen Kirchen praktiziert. Insbesondere Kirchen, die keine Kindertaufe praktizieren, haben oft einen eigenen Ritus der Kindersegnung.

## Rezeption
Das Thema der Kindersegnung fand u. a. musikalische Aufnahme in Johannes Freders Choral Ach lieber Herre Jesu Christ (EG 203) sowie in Cornelius Beckers Lasset die Kindlein kommen. In der bildenden Kunst erregte Rembrandts Gemälde Lasset die Kinder zu mir kommen Aufsehen, ebenso Bertel Thorvaldsens Relief „Jesus segnet die Kinder“ (Neumünster). Häufig ist die Kindersegnung auf Taufbecken vor allem in der Zeit nach der Reformation abgebildet.